# Música medieval
La música medieval és la música escrita durant l'edat mitjana. Aquesta era comença amb la caiguda de l'Imperi Romà, (amb la deposició l'any 476 de l'últim emperador de l'Imperi Romà d'Occident) i acaba aproximadament a mitjans del segle xv. A nivell musical, establir el final de l'era medieval i el començament del Renaixement és indubtablement arbitrari, però s'acostuma a posar la frontera al voltant de l'any 1400.
Per tant, el terme música medieval és un terme general que designa un període que abasta gairebé 900 anys de la història de la música occidental tant religiosa com profana. Es caracteritza per l'aparició de la notació musical, el naixement de la polifonia, la música cortesana i el cant cortès. Serà també el període en què sorgiran les primeres formes vocals i instrumentals, algunes de les quals seran el germen de les grans formes de la música occidental.

## Historiografia
És vers el segle xviii que es comença a historiar sobre música i la primera consideració aleshores és que la música occidental és l'única que es pot historiar perquè l'oriental no ha mutat de formes durant molt de temps i per això no hi ha molta cosa a explicar. Es treu la conclusió que la música produïda a Occident és culta. Però, tot això és la mirada etnocèntrica que els europeus feien aleshores de la història de la música. Historiadors d'època són John Hawkins, Friedrich Wilhelm Marpurg, etc. Alguns donaren treballs amb inexactituds i altres es col·locaren al capdavant per haver-se atrevit a historiar sobre música com ara Giovanni Battista Martini.
En efecte, la historiografia comença entre europeus i amb una perspectiva eurocèntrica. Es classifica la música oriental com a exòtica, primitiva o en tardança, mentre que l'europea era per excel·lència, superior, culta. Quelcom que no s'abandona fins ben entrat el segle xx. Es cultiva a causa d'un context marcat per l'aparició de l'Origen de les Espècies de Charles Darwin. A còpia de l'evolucionisme, els estudis sobre música medieval a Europa volien veure una etapa de naixement, evolució i mort. La música seguiria un patró de progrés constant. Però s'ha remarcat que no és ben bé així. La música canvia de forma a cada societat, per a millor, o per a pitjor. Pot haver millorat, tornat pitjor i continuat a més bé. La música no evoluciona en un progrés constant, és subjectiu veure-ho així.
Així la història de la música medieval és el punt de partida d'una lectura que vol posar èmfasi en uns genis europeus i que menysté moltes vegades la música popular produïda a partir del jazz i el rock. És a dir, abans del rock o el jazz, tot és música culta, després la producció només hauria caigut en decadència. Avui aquest tipus de relat ha quedat aparcat i per això la música medieval inclou l'oriental com l'occidental.
En aquest àmbit també cal afegir-hi la suposada inutilitat que durant molt de temps divulga entre historiadores. Els historiadors no veuen cap utilitat en historiar música, fet que canvia considerablement al segle xx. Avui historiar sobre música permet entendre les cosmovisions d'una societat, amb la fi de trobar explicacions sobre fenòmens recents. I, aquesta nova manera de veure les coses, canvi considerablement a tots els àmbits de la història ja que havia quedat sotragada durant molt de temps a l'événementiel, tal com es teoritzà a França. El nacionalisme particularment al segle xix, troba l'interès d'estudiar música ja passada perquè en una òptica de reconstrucció d'uns passats heroics per a la nació, vol poder lluir de caràcter particular que justifiqui l'existència d'aquesta i d'una altra comunitat imaginada.
A banda, la historiografia musical de l'Edat mitjana ha tingut sempre el gran llast que no trobar escrits que donin informació sobre què es tocava, s'escoltava o es cantava. L'Edat mitjana és una societat principalment de la transmissió oral. De cops la informació s'obté gràcies a les il·lustracions minades dels manuscrits.

## Occident

### Balanç
La música de l'Edat mitjana a Occident prové en primer lloc dels rituals religiosos i a mesura que avança el període, es diversifica, és a dir, apareix música profana, però de forma general, tot és música religiosa (sacra).
L'Església catòlica és aleshores la socialitzadora de la població. Tot comença i tot acaba amb la religió. S’escolta a les esglésies, als monestirs, als convents i a les catedrals. A mesura que s’estableixen diversos regnes, la música es trasllada a la Cort. És la Cort qui la torna profana, principalment instrumental, però també vocal. Fora d'aquests dos grans espais, religiós i monàrquic, el gros de la població no escolta música.
La música està lligada al poder i per això no es troben compositores femenines. Són abats, monjos, sacerdots, etc, gent d'església que s’ha format als monestirs i que ha rebut una educació musical per tal de poder compondre per la missa i els oficis. És doncs música funcional. D’una banda, està pensada per als rituals, quan es troba a l'Església, d'altra banda, està pensada per al divertiment dels nobles, quan es troba a la Cort.
Església i Cort, són poder. Per tant, la música expressa les característiques del poder de l'època:
- és propaganda per la Cort
- és propaganda per a l'Església
- és divertiment per la Cort
- és patriarcal

D’aquesta manera la música religiosa és a tot arreu perquè l'Església catòlica és la superpotència d'aquella època. Es torna una manera de fer propaganda i de transmetre els valors que vehicula l'Església catòlica. Són valors patriarcals i per això no hi ha compositores, amb alguna excepció. A mans de la Cort, serveix per exaltar la ideologia de les classes superiors, que es materialitza en l'amor cortès. És un tipus de divertiment que ens parla de l'alta societat, però també del tipus de sistema polític establert, el feudalisme i la cavalleria.

#### Els grans períodes
Els grans períodes de la música Occidental medieval són:
- La monodia medieval
  - Monodia sacra: el cant gregorià i altres cants litúrgics monòdics: cant ambrosià, cant visigoticomossàrab, etc.
  - Monodia profana: el moviment trobadoresc, els trouvères, etc.
- Ars antiqua
  - Escola de Saint-Martial
  - Escola de Notre-Dame
- Ars nova i la música italiana trescentista
- Ars subtilior

### Transició de l'Edat antiga a l'Edat mitjana (500-600)
Des de ben inicialment, la litúrgia cristiana i la seva música, varen estar lligades a la tradició dels cants parlats jueus (cant de sinagoga), amb l'afegit de la influència que exercia aleshores el llegat grec i romà, el qual s'aprecia a la teoria musical i la filosofia d'època.
El cristianisme s'expandeix progressivament fins que és adoptat oficialment per l'Imperi Romà. Abans de la seva oficialització els cants primitius cristians són recitacions de la Bíblia en grec amb l'objectiu de no ser descoberts per les autoritats romanes. L'oficialització torna els cants primitius cristians en un element més de la vida pública i per això es canten en llatí.
La religió és en aquella època la institució que socialitza la població. És un element primordial de totes les cosmovisions i per això la música hi és religiosa. El cant sacre es feia servir com a instrument d'edificació i educació religiosa, així com assumia una funció auxiliar en l'oració.
Les celebracions religioses dels primers cristians foren conformant de mica en mica un nou tipus d'expressió musical, de caràcter austera, purament vocal. Aquí el llegat grec porta l'Església catòlica a prohibir els instruments musicals als serveis religiosos. Degut a això apareix la primera forma de música, els cants monòdics. És a dir, cants de la Bíblia amb una única veu, per bé que podia interpretar-se amb un cor.
Els primers cants litúrgics tenien principalment dos estils:
- la salmòdia, que consisteix en el recitatiu de versicles de salms, amb què es feien servir fórmules melòdiques fixes variades (origen dels modes medievals). Abans i deprés, fins i tot entre, els versicles del salm, es feia cantar una antífona, amb una melodia més elaborada, a mode de tornada
- l'himnodia, que consisteix en melodies i textos de creació nova i caire més proper a la comunitat. Sant Ambrosià de Milià en fa fer gran ús per als himnes

S'aprecia aviat en aquests primers cants litúrgics formes d'execució que més endavant esdevenen habituals als cants gregorians, com ara la responsorial (el cor respon a un solista) o antifonal (dos cors separats s'alternen el cant).
Cada regió europea desenvolupa en aquesta època de forma separada el seu propi cant, text i norma de celebració, com a forma de suport a la litúrgia regional. Es feia servir per a la missa o l'ofici. Les litúrgies regionals occidentals més importants eren la romana, l'ambrosiana (milanesa), la beneventana, la hispànica (moçàrab), la gal·licana i la celta. L'existència de totes aquestes variants regionals s'explica principalment per la separació entre l'Imperi Romà d'Occident i d'Orient durant el segle IVè. La tradició gal·licana s'estén gràcies als monestirs que constitueixen els principals centres d'educació musical d'Europa. 

### Alta edat mitjana (600-1000)

#### Els cants gregorians
Quan s’estableix l'Imperi carolingi, hi ha una dinàmica conjunta entre Església catòlica i poder franc que mira d'unificar totes les litúrgies regionals. L'encarregat d'això va ser Sant Gregori Magne (560-640). La seva tasca va ser de proposar un model uniforme, compilar tot allò que s’havia fet i difondre-ho. S’acaba anomenant aquest repertori unificat «cant gregorià», però Gregori mai va compondre’l. Era de família benestant i inicialment volia dedicar-se a fer política. Primer exerceix d'ambaixador a Constantinoble fins que és nomenat papa. Som davant el Renaixement carolingi.
El cant gregorià era:
- responsorial o antifonal
- sil·làbic, neumàtic o melismàtic

Es torna un tipus de salm cantat però en forma monòdica i sense instrument. És melòdica, però no hi ha ritme, ni harmonia. S’acaba anomenant aquest tipus de composició musical, «cant pla». S’utilitza per a les misses i els oficis. La més cèlebre és la missa del sopar.
És en aquest període de Renaixement carolingi que s’incorpora el llegat teòric grec a Europa. L'instrument és prohibit dels espais eclesiàstics en acord amb allò que propugna Boeci. La seva teoria musical prové de Grècia: l'harmonia de les esferes i l'ethos grec. Hi hauria tres tipus de música: mundana, humana i instrumental. Marcià Fèlix Capel·la és l'encarregat de tornar la música una assignatura del currículum educatiu (trívium i quadrívium) d'època. Roma obre les seves pròpies escoles d'aprenentatge musical: les schola cantorum.
Calia tenir molta memòria i per ajudar els cantants a memoritzar les lletres s’inventa el neume. Tot seguit sorgeix el tetragrama ( quatre línies) que és l'anterior al pentagrama actual. Sant Agustí teoritza el ritme i la mètrica.
En resum, el Renaixement carolingi és una eina de propaganda. És música de poder. Per això comença a utilitzar la música. S’unifica les litúrgies regionals, s’estudia i es fa avançar la teoria musical, per tal de donar lluentor del poder tou eclesiàstic i franc.

#### Trops i seqüències
A partir dels cants gregorians apareixen els primers gèneres o subgèneres de música monòdica sacra. Un cop es va establir un repertori fix, la creativitat musical queda aleshores circumscrita a l'ornament de determinats cants, particularment alguns de la missa i en festes solemnes únicament. Aquesta era fonamentalment insercions de nous melismes i fins i tot nous textos en antigues melodies del repertori. Pràctica que rep el nom de trop i deriva en un subgèneres més, les seqüències.
Existeixen així doncs tres tipus de trops:
- aquells en què s'intercala fragments melòdics inventats, aliens al repertori original gregorià, com ara melismes dins una peça anterior. El material melòdic que s'introduïa era probablement en certes ocasions d'origen popular.
- aquells en què s'aplica a un melisma anterior un nou melisma, tècnica atribuïda a Notker Balbulus com a procediment memotècnic per ajudar els cantants a recordar les cèl·lules melòdiques successives.
- la interpolació de text nou amb música nova.

Un tipus particular de trop, aplicat al melisma de la darrera síl·laba de l'Al·leluia, es va practicar extensament fins al punt de desenvolupar-ne una nova forma musical amb texts i melodies ben elaborades, la seqüència, que històricament va ser desenvolupada en tres fases:
- Seqüència clàssica
- Seqüència ritmada
- Seqüència estròfica

#### Drames litúrgics
És cap al segle IXè que sorgeix el primer precedent d'òpera. No és ben bé òpera, sinó teatre musicat i emprat com a forma educativa. A la seva forma originària, és considerat de cops com el supervivint del drama romà, tot i que amb històries cristianes, principalment els evangelis, la passió i la vida els sants. Es tracta dels drames litúrgics.
Totes les regions d'Europa tenen una tradició musical o semi-musical amb drames litúrgics a l'Edat mitjana, amb combinació d'actors, de relats, de cants i acompanyaments musicals. Aquests drames eren probablement presentats amb actors i músics itinerants. Un bon nombre foren posats per escrits per tal de poder-los reconstituir i interpretar més endavant.
A la Península ibèrica hi va néixer dos tipus particulars de drames litúrgics que es diferencien perquè eren cantants en llengua vernacla com ara el català, el castellà o el galaicoportuguès. Són El Misteri i El cant de Sibil·la.

### Edat Mitjana Plena (1000-1300)

#### Ars antiqua
El període que s'estén de l'any 1000 fins al segle xiv és conegut com a Ars antiqua i s'oposa a l'Ars nova que comprèn tot el segle XIV. Les expressions fan referència a dues maneres de compondre i sentir la música, així com al tall que produeix el contrapunt.
Vora el segle xiv s'intenta compondre amb ritmes, a partir del llegat deixat per la notació franconiana i això canvia tot del tot la música que es produeix a Occident. S'introdueix així doncs un període nou en què s'abandona el cant pla cantus firmus. D'aquesta manera l'Ars antiqua comprèn tota l'experimentació compositiva que es va dur a terme a partir del cant pla mentre que l'Ars nova ja és polifònica i rítmica, a partir de la notació fraconiana.

#### Goliards i trobadorisme
A partir de l'any mil es desenvolupa la música profana. És música monòdica, però té la virtut d'haver sortit de l'Església per instal·lar-se a la Cort i fora d'aquesta també. És música que es transmet essencialment per via oral i no s’escriu fins ben entrat el segle xiii. El gros de la música profana prové dels trobadors d'Occitània perquè la practicaven una elit feudal ja ben establerta.
Les cançons de goliards són el primer gènere de música profana. Eren rodamons que anaven de Cort en Cort cantant-hi a l'amor cortès, amb sàtira. Es cantaven en llatí i provenien de gent acomodada, homes com dones. La seva versió cantada a llengua vernacla són les cançons de gesta. Eren poemes èpics en què els protagonistes cantaven fets de la seva vida a mode heroic, ballant i fent malabarisme. Generalment eren cavallers. A mesura que s'expandeix el concepte, neixen formes de trobadoria per regió i llengua, com ara les cantigues monòfoniques, els minnelieder, etc.
Els trobadors no són gent pobre que canta per als pobres, sinó gent acomodada que canta per a la Cort. Hi ha Guillem IXè d'Aquitània o Dionís de Portugal. Són, però, els responsables de dos gèneres més, la pastorel·la i la balada. L'expansió del concepte torna a donar designacions dispars com ara trobador, trober, minnesigner, meistersinger, etc. Els trobadors cantaven en occità mentre que els trobers ho feien en francès. De trobers caldria destacar a Bernat de Ventadorn, i de trobadors a Ceverí de Girona, etc.
La música profana s’acompanya d'instrument, sobretot la trobadoresca. Les ballades eren poemes cantats i instrumentats. El nom de pastorel·la prové de la recitació d'una pastora que es deixa enlluernar per un cavaller, tot plegat amb instrument a mà. La música instrumental tota sola era recurrent a la Cort perquè es feia servir per la dansa. Neixen tipus de dansa i gèneres per a música instrumental.
Les cantigues monofòniques són una eina de poder per al rei de Castella i Lleó, Alfons Xè el Savi, que com el seu homòleg predecessor Carlemany, intenta imitar els passos del Renaixement carolingi promovent la traducció de manuscrits, etc.

#### Escola de Notre Dame
Vora el final del segle IXè els cantants als monestirs com l'abat de Sant-Gall a Suïssa, comencen a afegir una nova part al cant pla, generalment una veu en moviment, paral·lela a la quarta o la cinquena. S'acaba anomenant aquesta tècnica d'organum i correspon als principis de l'harmonia i, tot seguit, del contrapunt. L'organum es desenvolupa de maneres distintes.
És al capdavall la primera forma de polifonia que s'escolta. Mentre la Cort desenvolupa la monodia profana, la catedral de Notre Dame de París es torna un referent de composició en música sacra en aquella època. Des d'aquest indret es divulga la polifonia amb tres tipus de tècniques: l'organum, el motet i el conductus. La responsabilitat rau en Léonin i Pérotin. Per fer-ho se serveixen d'un manuscrit que compila tot el repertori eclesiàstic, l'anomenat Magnus liber originali.
Es va proposar de cantar el mateix text però a dues veus de distància l'una per sobre de l'altra. Hi ha doncs una vox principalis i una vox originalis, d'aquí el nom de l'organum. Després s’intenta donar més independència a les veus i surt l'organum lliure, que consisteix a fer cantar diverses veus com si fossin dues composicions en una.
En voler tornar tot plegat més melismàtic, s’inventa el motet que és una evolució de l'organum melismàtic. El motet és un terme derivat de mot i això ja n’explica la intenció. El motet canta amb quadre veus i cadascuna prova de cantar sobre una temàtica diferent. El Còdex Montpeller és l'un dels manuscrits amb el compilatori de motets més antic escrit.
D’aquí neix la voluntat d'aplicar l'organum a una composició original. És a dir, els motets i els organums eren amplificacions melòdiques de composicions ja escrites, mentre que el conductus mira de ser una composició de vell nou.

### Baixa Edat Mitjana (1300-1400)

#### Ars nova
L'ars nova és el període que s’inicia amb les aportacions de Franco de Colònia. Tot mirant d'aportar ritme, harmonia, a les composicions polifòniques, inventa l'anotació franconiana o mensurada. És un tipus de sistema que permet indicar ritmes complexos amb exactitud i flexibilitat.
L'expressió Ars nova indica el punt de partida per al contrapunt. Vol marcar distància amb el cant pla. Prova de posar en marxa un nou tipus de composicions musicals que han de ser més rítmiques, més variades, etc. Philippe de Vitry reuneix en un tractat les noves formes de composició i bateja aquest nou període amb aquesta expressió.
És a França en primer lloc que es desenvolupa l'ars nova. El primer gènere de polifonia rítmica és el motet isorítmic. Tot seguit s’inventa una tècnica nova que ornamenta el ritme, el singlot o hoquetus. S’intenta aplicar aquesta marcació franconiana als rondons, virolais o les balades. Les composicions en què s’hi aplica l'ars nova reben el nom de formes fixes.

#### Escola de Borgonya
Borgonya, que avui es trobaria entre el nord de França, Flandes i Holanda, es torna l'epicentre de l'ars nova. Sedueix Itàlia, Anglaterra o la corona d'Aragó. En aquest darrer territori l'ars nova és potenciada pel monarca Joan I. El recull Llibre Vermell és l'obra més antiga d'ars nova a Catalunya. Fou redactat pel monestir de Montserrat que es torna el centre difusor de l'ars nova a la corona d'Aragó.
L'Escola de Borgonya reuneix diversos compositors, entre els quals Guillaume Dufay. És el compositor més ben valorat aleshores a Borgonya. Influeix altres compositors com ara John Dunstable, amb gran notorietat a Anglaterra. Aquest país es deixa seduir amb facilitat per l'ars nova i les composicions franceses. Això porta els músics anglesos a innovar dins l'àmbit.
A França la figura més rellevant és Guillaume de Machaut que exerceix influència a Itàlia on l'ars nova penetra dins el Trecento. Entre Flandes i França s'hi reuneixen les condicions amb què s'aconsegueix fer la transició entre la música medieval i la renaixentista.

#### El trecento italià
Part de la música de l'ars nova té un origen francès; no debades, el terme s'aplica sovint a tota la música del segle xiv, especialment per incloure-hi la música secular italiana. Per això mateix, aquest període és de vegades conegut com a Trecento.
La música italiana sempre s'ha conegut pel seu caire líric o melòdic i això en força aspecte procedeix del segle XIVè. En aquesta època l'execució de la música profana italiana (d'acord amb la poca cosa que n'ha sobreviscut) s'ha anomenat estil cantal·lí, amb veu alta i recolzada per dues veus (fins i tot una de sola perquè una gran quantitat de la música del Trecento és només per a dues veus), més regulars i amb moviments lents. Aquest tipus de textura musical pertany igualment a les execucions en gèneres seculars populars dels segles XVè i XVIè. Fou important la influència que exercí l'eventual desenvolupament de la textura dels triets, que va revolucionar la música del segle XVIIè.
Van existir tres tipus de formes principals a les obres seculars del Trecento:
- el madrigal
- la ballate
- la caccia

De manuscrits italians que han sobreviscut cal incloure-hi el Còdex Squarcialupi i el Còdex Rossi.
Els compositors que varen destacar-se foren en Francesco Landini, Francesco Landini, Gherardello da Firenze, Andrea da Firenze, Lorenzo da Firenze, Paolo da Firenze (Paolo Tenorista), Giovanni da Firenze (conegut també com a Giovanni da Cascia), Bartolino da Padova, Jacopo da Bologna, Donato da Cascia, Lorenzo Masini, Niccolò da Perugia i el Mestre Piero.

#### Cants de flagelació
S’insereix igualment en història de la música els cants que neixen de les flagelacions iniciades vers el segle xiii però continuades a causa de la Pesta Negra. Aquests cants s’anomenen Geisslerlieder i tenen Alemanya com a epicentre.

#### Ars subtilior
A Avinyó al sud de França, s’hi produeixen les primeres composicions més complexes. Aquesta pràctica acaba rebent el nom d'Ars subtilior. El terme és inventat l'any 1963 de la mà d'Ursula Günther. Desenvolupa la tesi que després de la mort de Guillaume de Machaut s’assisteix a un procés de complexificació de les composicions musicals. Es produeix a França, Itàlia i s’escampa a mans de Janus de Xipre.

## Orient

### Música musulmana
Al món islàmic Avicena i Alfarabí filosofen sobre la música i sobre les seves propietats terapèutiques malgrat que la música al món islàmic és banida del camp religiós en virtut de la tradició. Aquesta prohibició remunta als escrits platònics i aristotèlics. Així com passava a Europa, el bagatge grec és traduït en territori de parla majoritàriament àrab i d'aquí s'extreu la prohibició d'introduir instruments o música a la vida pública com privada.
La música és doncs objecte de reflexió i debat, però no s'autoritza pas fora d'això. La branca sunnita fou l'única que animà el seu ús. Hi ha una mirada més positiva, encara que s’acaba autoritzant un tipus de música concret, l'anomenada música hal·lal. Com els seus homòlegs europeus, aquesta música hal·lal és religiosa i serveix per als rituals. Són cants parlats, és a dir, cantilacions de la Bíblia musulmana, l'Alcorà. No debades, la música islàmica venia acompanyada de l'instrument. Tocaven principalment amb un ud que és l'antecessor de llaüt.
La qüestió sobre l'autorització de la música és encara avui debatuda perquè en època de Mahoma ja hi havia contradiccions que són actualment l'arrel de l'autorització sunnita. I, així i tot, el terme música no apareix a l'Alcorà, de forma que qui en defensa la interdicció, diu haver-hi al·lusions a la Bíblia. La realitat en tot plegat és que la música ha format part del tarannà musulmà d'ençà l'Edat mitjana. És justament en aquesta època que neixen escoles de música a tot el Llevant: escola sunnita, escola hanefita, escola malikita, escola hanbalita, etc.
La prohibició s'ha tornat veritablement un fonament per a les doctrines fonamentalistes de l'Islam com ara el salafisme. No deixa de ser una doctrina que ignora o es desentén expressament de la realitat vist que la dinastia abbàssida desenvolupà mecenatge musical. Cal recordar que musulmans com ara al-Gazali o Avicena s'interessaven per la música i arriaren a escriure'n tractats.
Dins el sunnisme, la música pren diverses formes: cantil·lació de l'Alcorà, crida a la pregària, poemes devocionals com ara els hamd, naixeeds o na't, etc. El xiisme prohibeix els instruments, però no pas la veu, de forma que la música s'expressa a capel·la. Cas força particular és el Kurdistan, on la música s'hi desenvolupa, potser i tot sense complexos, a causa de la influència que exercí el trobadorisme.
Tot arribant al final de l'Edat mitjana, més concretament al segle xiv, Turquia és el centre neuràlgic d'una actitud més oberta cap a la música i que es trasllada a la resta de l'Orient Mitjà gràcies a l'Imperi otomà. S'hi desenvolupa efectivament música culta que es caracteritza per orquestres militars, cantil·lacions a l'Alcorà, himnes religiosos, música de Cort i música privada.
Dins la immensitat del que fou l'Imperi otomà, les minories com ara armenis, kurds, àzeris o gitans barregen sons que provenen d'Àsia Menor, els Balcans i de l'Iran amb l'objectiu d'obtenir quelcom de propi. Aquest tipus de música que es troba en formes molt diferents per cada comunitat, exerceix molta influència al si de l'Imperi otomà.

### Món indi
La música de l'Índia en aquesta època és religiosa. S’associa als vedes i es fa servir per als rituals religiosos. Té doble vocació. D’una banda, es destina al temple i a les divinitats, de l'altra, es reserva al gaudi i als dimonis. Aquesta dicotomia separa igualment la classificació dels instruments i dels músics. Quant als músics, la pràctica cal inserir-la dins el sistema de castes que emergeix de mica en mica al món indi.
Amb el temps, la música a l'Índia s’ha anat dividint en dos grans àrees:
- música carnàtica
- música hindustànica

La primera és pròpiament hinduista mentre que la segona apareix sota la influència de l'Islam i les invasions mongoles al sud-est asiàtic.
La música hindustànica hauria aparegut vora el segle xiii i s'hauria expandit entre el Nepal, el Paquistan, l'Afganistan i el nord de l'Índia. En canvi, la música carnàtica es forma molt més abans, cap el -400. Constitueix la base de la música índia i s’envolta de les primeres teories i notacions musicals com el solfeig indi.
La música hindustànica ha anat derivant en diverses formes. Cap al segle xiii entre Bangladesh i el Bangla Occidental hi neix la música bengala. Es tracta de cants sagrats hinduistes, cantants als temples. Es considera com a part de la música hindustànica. Això mentre al Caixmir, a l'altra banda de l'Índia, a tocar de l'Afganistan i Paquistan, la musica hindustànica es barreja de les influència que exerceix la Xina, el Paquistan i l'Índia per donar lloc a quelcom d'exquisit. En aquest territori s’hi acaba cultivant variables folklòriques o sacres.
Quelcom de similar va produir-se amb la música carnàtica. És a l'estat de Kerala on s’hi diversifica aquest tipus de música, de funció ritualística, per tant, associada a la religió. La música carnàtica és objecte de competicions musicals al segle xiv entre hindustàstics i carnàtics.
És igualment tot començant el segle XX que neix el primer teatre musical indi, conegut com a Kathakali. A l'Índia les representacions cantades no són gens habituals, per bé que el país es nodreix de grans tradicions de teatre musical com ara el krishnanattam, el tru kootho o el kutiyattam.

### Sud-est asiàtic
Al sud-est asiàtic la música debut ben sovint a l'Edat mitjana i es presenta com una síntesi entre l música xinesa, índia i indonèsia. És música teatralitzada que pren gairebé sempre l'origen a Tailàndia on els teatres d'ombres hi foren molt populars.
Es tracta abans de qualsevol cosa més, un tipus de música funcional, lligada a la Cort. Però, a la vegada, és música religiosa que serveix per als rituals budistes, animistes o per a les cerimònies bramàniques.
Cada país ha anat cultivant una varietat pròpia que té l'hàbit de proposar subgèneres. Per exemple, la música tai d'època deriva en mahori i piphat. Al Vietnam la música es compon en forma de dos modes: trist i alegre. La concepció dels sons associats a aquestes emocions és l'oposat a la concepció que en fa Occident.
Exemples de teatre musicat són el khon o lakorn i el nang. Birmània és potser l'únic indret en què s’hi veu la primera notació pròpia malgrat que la música hi fusiona la tradició tailandesa, índia i xinesa. Aquí és on els rituals prenen més rellevància. És un país pont entre el món indi i el món sinojaponès.

### L'antiga Xina
Per Confuci, una forma correcta de música és important pel cultiu i refinament de l'individu, i el confucianisme considera el ja esmentat yayue com a mètode per alçar la moral i com a símbol d'un bon govern. Tanmateix, el confucianisme va considerar que algunes formes populars de música corrompien.
La música és desenvolupada enormement sota els Tang, els Song, etc. Existeixen llibres amb música escrita alhora que s'ha trobat institucions de regulació musical. La música feia part de l'etiqueta. D'aquí surten marcacions pròpies que no es troben a Occident. Etiqueta de cort, la música i les marcacions musicals, són decisions vingudes de la mateixa monarquia.
Un compositor notable fou Jian Kui, conegut per la Cançó de Yangzhou. La seva música s'acompanya de veu i instrument. Sota els Tang, però, apareix l'òpera xinesa. I, com els seus homòlegs europeus, a la Xina hi hagué lloc per a un llaüt xinès.

### Japó
És cap al segle Vè que s'introdueix música al Japó, si més no això podem dir de les restes que ens queda. És música que prové de la Xina i que com els seus homòlegs asiàtics, es troba a la Cort on hi exerceix la funció d'acompanyament de rituals religiosos.
D'aquesta forma hi neix:
- el makagura, música xintoista
- el kangen, música instrumental profana
- el bugaku, música d'acompanyament per a balls profans
- l'utamono, tipus de cant profà

En aquest país, tal com succeïa a Tailàndia, el teatre hi exerceix una gran atracció. I, en aquest àmbit, s'hi pot destacar el Noh. El país genera aviat les seves pròpies orquestres, tal com s'aprecia igualment a Tailàndia.

## Formes, teoria i instruments

### Instruments

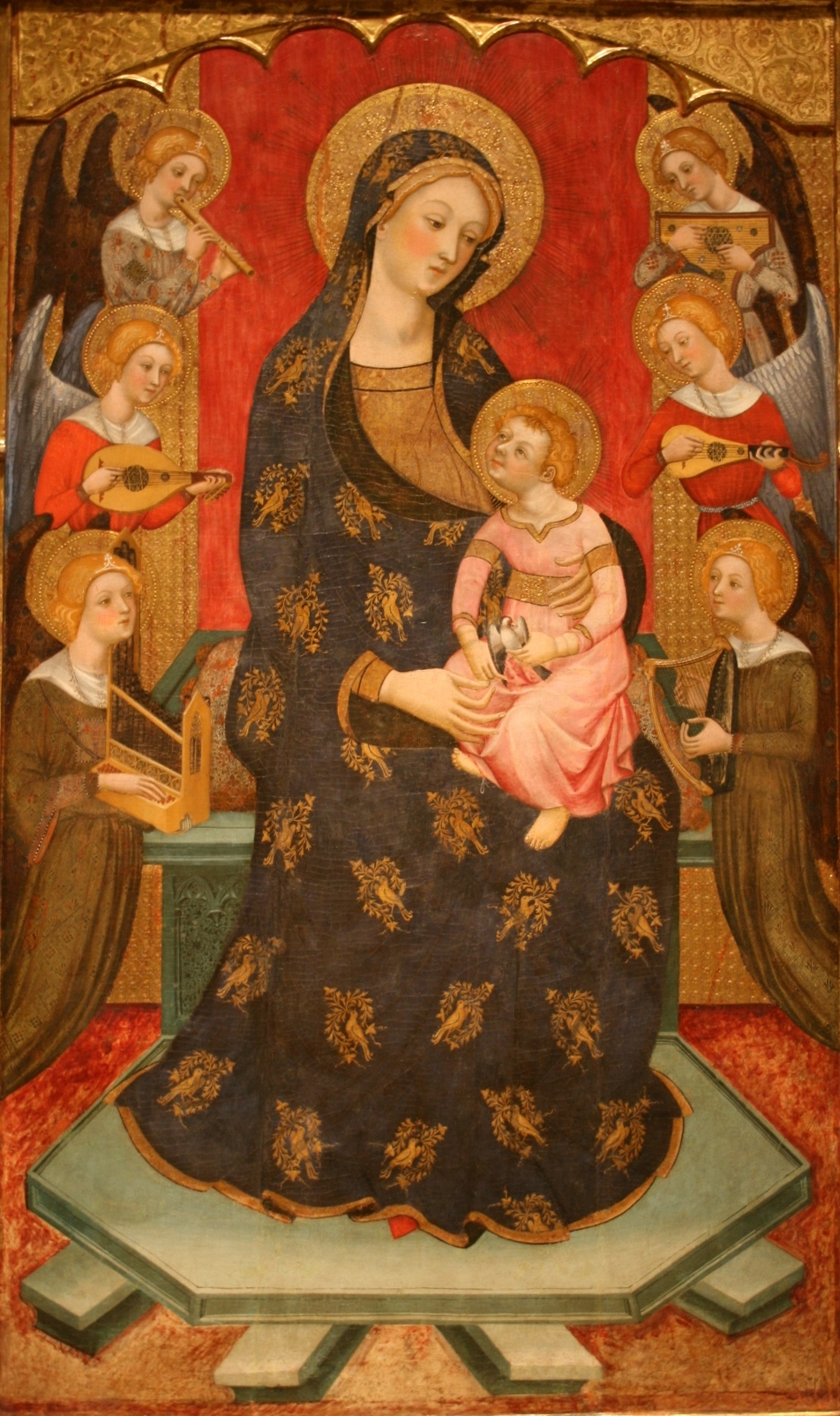
Àngels músics tocant flauta de bec, llaüt, orgue, saltiri, llaüt guitarrenc i arpa. Taula central del retaule de la Mare de Déu dels Àngels, de la catedral de Tortosa, obra de Pere Serra (MNAC)

En comptes de classificar-los per famílies instrumentals, com es farà posteriorment, a l'Edat mitjana sovint es classifiquen els instruments segons el seu ús, o la mateixa cosa, segons el seu volum sonor en instruments alts o de música alta. És a dir, d'un volum considerable i aptes sobretot per a la música en espais oberts, i els instruments baixos o de música baixa, de menor volum sonor, escaients per a la música d'espais tancats, ja fossin eclesiàstics o de la Cort.
Els principals instruments baixos eren:
- L'arpa
- Les flautes
- El llaüt
- L'orgue portatiu
- El rebec
- El saltiri
- La viola de roda

Els principals instruments alts eren:
- La cornamusa
- Les flautes de tessitura més aguda
- El sacabutx
- La xeremia
- El tambor, la pandereta i altres instruments de percussió

Els instruments utilitzats a l'època són els mateixos que dècades abans però sota formes diferents. La flauta travessera es feia de fusta, mentre que avui es fa amb metall. La flauta dolça ha conservat si fa no fa la seva forma antiga. La pipa de corn és similar a la flauta dolça però forma part de la família de les ocarines. La flauta bufacanyes era força popular a l'Edat mitjana. Tots aquests instruments de vent es fabricaven en fusca i n'existia de mides diverses per tal d'obtenir sons a diferent escala.
La lira bizantina és el primer instrument amb arc documentat a Europa. El geògraf persa Ibn Khurradadhbih classifica la lira bizantina dins els instruments amb arc, com el rabāb, i la col·loca dins els instruments més típics romans d'Orient, al costat de l'òrgan, el xilaiani i el salandj.
Els principals instruments segons la classificació actual:
- Percussió
  - Timbal
  - Dulcimer
- Vent
  - Flautes
  - Gaita
  - Corn de caça
  - Pipa de corn
- Corda (normalment cítares: corda polsada)
  - Llaüt
  - Arpa
  - Fídula
  - Saltiri
  - Mandora

#### Corda
La música medieval feia anar instruments de corda, com ara el llaüt, la guitarra morisca o mandora, la ghiterra i el saltiri. Els dulcimers, similars en estructura als saltiris i cítares, originàriament eren pinçats. És un instrument bàsic. Els noms que es troben als documents escrits poden portar a confusió actualment, però no hi ha cap mena de dubte que la corda era molt freqüent, sobretot les cítares.

#### Percussió
Fins al Renaixement els instruments de percussió varen tenir un paper marginal. Abans del segle xii no n'existia gairebé cap, llevat dels jocs de campanes, que es feien servir als monestirs. Tanmateix, la sintonia quotidiana estava marcada per sorolls variats, força evocats a la literatura medieval, amb aspectes comuns: matraques, amulets sorollosos, cascavells, campanes, etc. Només al segle xii i xiii apareixen a Europa els tambors de dos peus, com a forma d'acompanyament dels vents.

#### Vent
Guillaume de Machaut distingeix al segle xiv dos tipus de flautes: les travesseres i "les que toques amb rectitud quan hi bufes". Però no sembla pas que les flautes fossin rectes fins al segle XII. La flauta travessera hauria vingut d'Orient. Les flautes es fabricaven de fusta i podien tocar-se del costat o des de l'extrem.
El més gran instrument d'època era l'òrgan que constitueix l'únic més gran i de vent. S'incorporen a partir de l'Imperi Romà d'Orient, tot i que eren ja d'ús a l'Imperi Romà de l'edat antiga. Se n'ha trobat representat en obeliscos romans d'Orient, però sabem que comencen a exportar-se a tot l'imperi a partir de Constantinoble. Fins al segle x hi hagué òrgans més menudets, i vers el segle xiii se'n fabricaven de portàtils.

### Gèneres i formes
A l'Edat Mitjana hi va haver dos tipus de formes musicals:
- Monodia
- Polifonia

La monodia ha estat la més dominant. Es registra de l'any 500 fins a l'any 1400. Tot seguit és substituïda de mica en mica per la polifonia.
La polifonia es troba dins l'àmbit de la música sacra o religiosa i la música profana o no religiosa.
Dins, es desenvolupen diversos gèneres de música:
- Religiosa
  - Cants gregorians
    - Seqüències
    - Trops

  - Drama litúrgic
- Profana
  - Cançons de goliard
    - Cançons de gesta (ex.: meistersinger, canço monofònica, etc)

  - Cançons de trobadors
    - Balada
    - Pastorel·la
- Instrumental
  - Rondó

#### Música vocal
Tot començant l'època, la música era monòdica i monorítmica, apareixent d'aquesta forma amb un text cantat a l'uníson i sense cap mena d'acompanyament instrumental escrit. A les notacions medievals, el ritme no s'hi especifica, malgrat que la notació neumàtica pot donar idees ben clares de frasaments, així com altres marcacions posteriors indiquen l'ús de modes rítmics.
La simplicitat del cant, amb veu a l'uníson i declamació natural, és torna d'allò més comuna. La notació de les polifonies es desenvoluparen en el decurs del temps i el seu ascens significà l'inici de pràctiques formals per al període.
L'harmonia, per la seva banda, va començar a escriure's amb intervals consonants de cinquenes justes, vuitenes (tot seguit, quartes), etc. L'anotació del ritme va permetre interaccions complexes entre múltiples línies vocals repetibles. Es desenvolupa igualment l'ús de diversos textos i d'gols d'acompanyament instrumental cap al final de l'era.

#### Música instrumental
La música instrumental té força més presència que no pas la trobaríem actualment. És prohibida per a la música sacra però a la Cort pren molta rellevància a causa d'esdevenir un element determinant per fixar certes melodies segons els esquemes rítmics. Es balla estampies amb música instrumental, però la prohibició prové de la incorporació del pensament platònic a la teoria musical de l'època.
Boeci és l'encarregat de readaptar les teories platòniques al si de la música medieval. Plató es pregunta sobre la moralitat d'escoltar música. Tot reprenent l'harmonia de les esferes, només vol veure a la música pràctica, és a dir, a la tocada per l'home, un tipus de còpia barroera de les idees, divines i, per tant, impossibles de reproduir.
La música tindria en aquest cas un efecte negatiu sobre l'ànima i per això mateix Plató acaba expulsant els artistes de la ciutat. Si més no, això mateix es desprèn de la seva lectura. Boeci reprèn l'harmonia de les esferes, la teoria de l'ethos i la percepció entre baixos desitjos i anobliment que se'n feia, dins la mitologia, com a la pràctica. En aplicar-ho, la música instrumentada queda prohibida i, només en l'àmbit de la Cort, torna a resorgir tot i que no és cantada, com avui dia.

### Tècniques
Les tècniques que es van fer servir a l'Edat mitjana són:
- El conductus
- El motet
- El discantus
- El faux-bourdon
- El gymel
- L'organum[7]
- El madrigal del trecento

### Teoria i notació
La teoria musical grega, heretada per Roma, va ser el punt de partida de l'especulació musical medieval a través dels últims escriptors vinculats a l'antic món clàssic; Boeci (480-524) i Cassiodor (477-570) que van ser, amb els traductors àrabs, els que van introduir la teoria musical grega a la nostra Edat Mitjana.
Boeci va elaborar el tractat d'harmonia titulat De institutione musica. Aquest text té una gran transcendència com a font de coneixement de les doctrines gregues sobre l'harmonia i per la influència que va exercir sobre el pensament medieval. Dividia la música en tres gèneres diferents: música mundana, humana i instrumental. Per a Boeci aquesta divisió no té un caràcter religiós, sinó que es basa en la devaluació del treball manual i del que depèn dels sentits.

#### Teòrics
D'entre tots els teòrics medievals, Guido d'Arezzo i Hermann Contract, eren els més distingits. En efecte, foren els inventors de les noves notacions musicals. Però cal comptar igualment amb Isidre de Sevilla, Aureli de Réomé, Odon de Cluny, Johannes Cotto, Johannes de Muris, Francon de Colònia, Joan de Garland, Marchetto da Padova, Jacques de Liège, Petrus de Cruce i Philippe de Vitry.

## Llegat medieval

### Compositors
No és fins al segle xii que es va considerar que calia posar per escrit la música sacra. Per això no podem pas saber qui eren els autors de cada obra. Tanmateix, dins la música profana, ja es torna més fàcil trobar-ne, sobretot perquè sorgeix a la segona meitat de l'Edat mitjana i aleshores ja hi ha proposició de posar les composicions per escrit.

#### Cants gregorians
En ésser un tipus de composició musical religiosa, els cants gregorians eren compostos per monjos, abats, etc, gent d'església.
- Notker le Bègue
- Ekkehard I
- Hermann Contract
- Bernon
- Wipo
- Adam de Saint-Victor
- Stephen Langton
- Thomas de Celano
- Sant Tomàs d'Aquino
- Jacopone da Todi

#### Trobadors
Vegeu també Llista de trobadors amb música conservada
- Guillem IX d'Aquitània
- Jaufré Rudel
- Beatritz de Dia
- Marcabru
- Bernart de Ventadorn
- Peire Vidal
- Raimbaut de Vaqueiras
- Aimeric de Péguilhan
- Arnaut Daniel
- Folquet de Marseille
- Guiraut Riquier
- Dionís I de Portugal
- Ricard Cor de Lleó
- Teobald I de Navarra
- Hildegard von Bingen (1098-1179)
- Léonin (c.1150 - c.1210)
- Pérotin (c.1160 - c.1230)
- Adam de la Halle (1240 - 1287)
- Philippe de Vitry (1291 - 1361)
- Guillaume de Machaut (c.1300 - 1377)
- Francesco Landini (c.1325 -1397)
- Johannes Ciconia (c.1335 - 1412)
- John Dunstable (c.1390 - 1453)
- Guido d'Arezzo (991/992 - 1033)

#### Trobers
- Blondel de Nesle
- Cristià de Troyes
- Conon de Béthune
- Gace Brulé
- Gautier de Coinci
- Pere I de Bretanya
- Gautier d'Epinal
- Jacques de Cysoing
- Colin Muset
- Enric III de Brabant
- Jehan Bretel
- Adam de la Halle

#### Minnesänger
- Hendrik van Veldeke
- Hartmann von Aue
- Wolfram von Eschenbach
- Walter von der Vogelweide
- Neidhart von Reuental
- Konrad von Würzburg
- Jean I de Brabant
- Heinrich Frauenlob
- Oswald von Wolkenstein

#### Escola de Notre-Dame de París i Ars antiqua
- Léonin
- Pérotin
- Philippe le Chancelier
- Adam de la Halle
- Petrus de Cruce

#### Ars nova i Ars subtilior
Durant el Renaixement, les classes de comerciants varen valorar l'educació dels seus fills i, d'alguna forma, de les seves filles també. Existia relativament poca compositora, tot i que moltes peces anònimes degueren de ser escrites per dones.
- Philippe de Vitry
- Guillaume de Machaut
- Francesco Landini
- Johannes Ciconia
- Philippus de Caserta
- John Dunstable
- Johannes Tinctoris

### Les grans obres
Durant l'Edat Mitjana i el Renaixement, els compositors tenen normalment un altre treball. Per poder compondre i escriure música, havien de tenir coneixements musicals, especialment per compondre polifonia. Les persones que rebien una educació eren sovint contractades per l'Església i vivien en una institució religiosa, com un monestir o un convent.
- Cantigas de Santa María
- Carmina Burana
- Llibre vermell de Montserrat
- Missa de Notre-Dame
- Manuscrit de Londres